# Mohamed Yacoub Bâ
Mohamed Yacoub Bâ (Saint-Louis, 1º gennaio 1984) è un ex calciatore mauritano, di ruolo centrocampista.

## Palmarès

### Club

#### Competizioni nazionali
- Ligue 1 (Mauritania): 3

Tevragh-Zeïna: 2012, 2015, 2016